# S/S Express (1900)
Express, senare Express I, var ett svenskt ångfartyg byggt på William Lindbergs Verkstads- och Varfs AB i Stockholm 1900 för Waxholms Ångfartygs AB för att trafikera traden Stockholm–Vaxholm. Express var tillsammans med systerfartyget Norrtelje den största skärgårdsångaren som trafikerat Stockholms skärgård. Fartyget skrotades 1961.

## Bakgrund
Under slutet av 1800-talet ökade ångbåtstrafiken i Stockholms skärgård och Waxholms Ångfartygs AB tillsammans med dotterbolaget Norrtelje Ångfartygs AB lade en gemensam beställning om varsitt nytt stort ångfartyg för att trafikera Stockholm–Vaxholm respektive Stockholm–Norrtälje. Priset per fartyg var 225 000 kr och genom sambeställningen hade priset kunnat minskas med 25 000 kr per fartyg. Fartyget som levererades till Waxholms Ångfartygs AB kom att få namnet Express, systerfartyget döptes till Norrtelje. Fartygen ritades av Ernst Hernberg.

## Trafik
Vid leveransen i maj 1900 sattes Express in på Waxholmsbolagets linje mellan Stockholm och Vaxholm. Trafiken utökades efter några år till att även inkludera Stockholm–Sandhamn på söndagar. De första åren var fartygets skorsten helsvart men målades senare vit med svart topp. Efter Waxholmsbolagets köp av ångaren S/S Brevik 1913, vilken fick namnet Express II, döptes fartyget om till Express I. Samma år målades skorstenen om, liksom alla Waxholmsbolagets fartyg, med det blågula skorstensmärket med ett svart W. På 1939 års mobiliseringslista listades Express I som Hjälpkanonbåt 16 men fartyget kallades aldrig in till örlogstjänst. Då systerfartyget Norrtelje 1951 insattes i trafik på Åland så övertog Express I hennes rutt mellan Stockholm, Gräddö och Norrtälje.

## Uppläggning och skrotning
Efter sommarsäsongen 1956 förklarade Waxholmsbolaget att det skulle träda i likvidation om inte nya subventioner från staten tillfördes. Subventionerna godkändes men bolagets trafik reducerades kraftigt och flera fartyg blev övertaliga och såldes för skrotning. Express I lades upp vid Hammarbyverken vid Hammarby sjö i Sickla och återkom aldrig i trafik. Fartyget såldes i oktober 1960 till AB Persöner i Ystad och skars ner på plats vid Hammarbyverken under de första månaderna 1961.